# John Baird Callicott
 (juillet 2019).
Si vous disposez d'ouvrages ou d'articles de référence ou si vous connaissez des sites web de qualité traitant du thème abordé ici, merci de compléter l'article en donnant les références utiles à sa vérifiabilité et en les liant à la section « Notes et références ».
John Baird Callicott  est un philosophe américain né le 9 mai 1941 à Memphis (Tennessee), spécialiste d'éthique de l'environnement et professeur émérite de philosophie et d'études des religions à l’université de North Texas.

## Biographie
Callicott étudie la philosophie au Rhodes College en 1963, puis à l'université de Syracuse, où il obtient son doctorat en philosophie en 1971.
Il enseigne à l'université de Memphis qu'il est forcé de quitter en raison de son militantisme en faveur des droits civiques. À partir de 1969 et jusqu'en 1995, il est professeur de philosophie sur le thème des ressources naturelles à l'université du Wisconsin à Stevens Point ; il y donne le premier cours d'éthique environnementale.
Tout en enseignant et faisant des conférences dans de nombreuses universités, il a été vice-président puis président de la société internationale d'éthique environnementale de 1994 à 2000.
Callicott a notamment étudié la pensée de l’écologiste américain Aldo Leopold concernant l'éthique de la terre (land ethic), exposée dans l'ouvrage Almanach d'un comté des sables. Callicott a modernisé l’éthique de la terre de Leopold, en l'appliquant à différents scénarios environnementaux contemporains.
En 1989, Callicott publie un recueil d'essais intitulé In Defense of the Land Ethic. En 1991, il participe à l'édition des œuvres complètes d'Aldo Leopold sous le titre La rivière de la Mère de Dieu et autres essais.
Il participe à la Conférence des Nations unies sur l'environnement et le développement qui se tient à Rio de Janeiro du 3 au 14 juin 1992, en tant que délégué de la Société internationale d'éthique environnementale.

## Philosophie
John Baird Callicott est connu comme l’un des pionniers de l'éthique environnementale ou plus largement des « éthiques de l'environnement » ; telles qu’on les appelle aux États-Unis (environmental ethics).
Il prend comme principe premier la phrase d'Aldo Leopold : « Une chose est juste quand elle tend à préserver l'intégrité, la stabilité et la beauté de la communauté biotique » (« A thing is right when it tends to preserve the integrity, stability, and beauty of the biotic community. »). L'ouvrage Almanach d'un comté des sables (A Sand County Almanac) d’Aldo Leopold est un texte qui semble avoir été un des points de départ de la pensée de Callicott, généralement considéré comme étant la principale exploration contemporaine de « l’éthique de la Terre », telle que Leopold l'a définie, c'est-à-dire plus large et plus indépendante de la morale produite par l’homme pour l’homme que les approches précédentes.
Callicott dans un ouvrage intitulé In Defense of the Land Ethic (1989) explore les fondements de la pensée de Léopold et la replace dans une perspective philosophique plus large. Dans Beyond the Land Ethic (Au-delà de l’éthique de la Terre), il élargit encore la philosophie environnementale de Léopold. Il sera l'auteur de nombreuses conférences et publications sur l'éthique environnementale.
Callicott insiste sur le fait que l'environnement doit être protégé en préservant un haut degré de naturalité et une capacité à fonctionner de manière autonome.
La domestication industrielle des animaux, l’industrialisation de l’agriculture et les activités portant des atteintes importantes à l'écosystème naturel sont, pour lui, moralement inacceptables.
Son approche éthique ne cible pas l’évitement de toute souffrance ni la promotion du bien-être des animaux comme Peter Singer ou d’autres l’auraient fait, mais le maintien d’un ordre naturel que Callicott considère comme intrinsèquement bon. Une telle approche explique ses réserves concernant les thèses des mouvements de libération animale ou végétariens ou végétaliens.
Callicott, estimant que l’homme dépend des écosystèmes, préconise une vision écocentrée  du monde, avec l'idée que des « communautés écologiques » (éléments d’écosystèmes) ont une valeur moralement considérable.
Callicott distingue trois types d’éthiques :
- une éthique anthropocentrique qui défend un statut à part pour l’humain ;
- un moralisme humaniste qui rejette un statut à part pour l’homme, et le replace dans la nature, en reconnaissant des droits à l’animal et à la nature (cf. par exemple les travaux de Peter Singer, notamment La Libération animale) ;
- une éthique de la terre (« Land Ethic ») qui donne une valeur principale au vivant (biotic community) en général, comme un « tout » dont l’homme fait partie, qui doit être respecté en tant que tel, et dont la pérennité doit être maintenue.

Dans son livre Genèse, il étaye sa thèse centrale à partir de la notion de grand Soi développée par l'écologie profonde et adhère à l'hypothèse Gaïa.

## Publications

### Ouvrages en anglais
- In Defense of the Land Ethic: Essays in Environmental Philosophy Albany: State University of New York Press, 1989,  (ISBN 0-88706-899-5).
- avec Susan L.Flader, The River of the Mother of God and Other Essays by Aldo Leopold, 1991, Madison: University of Wisconsin Press.  (ISBN 0-299-12760-5).
- Genesis and John Muir, chapitre dans Covenant for a New Creation (Maryknoll, NY: Orbis Books, 1991)
- Earth’s Insights: A Multicultural Survey of Ecological Ethics from the Mediterranean Basin to Australian Outback, Berkeley: University of California Press, 1994,  (ISBN 0-520-08559-0).
- Beyond the Land Ethic: More Essays in Environmental Philosophy, Albany: State University of New York Press, 1999,  (ISBN 0-7914-4084-2).
- avec Michael P. Nelson, American Indian Environmental Ethics: An Ojibwa Case Study. Upper Saddle River, NJ: Prentice-Hall, 2004,  (ISBN 0-13-043121-4).
- Thinking Like a Planet: The Land Ethic and the Earth Ethic , Oxford University Press, 2014,  (ISBN 978-0199324897)

### Ouvrages en français
- Genèse : La Bible et l'écologie [« Genesis and John Muir »]  (trad. de l'anglais), Marseille, Wildproject, 2009, 112 p. (ISBN 978-2-918490-02-9)
- Éthique de la terre  (trad. de l'anglais), Paris, Wildproject, 2010, 328 p. (ISBN 978-2-918490-06-7) (recueil d'articles de l'auteur)
- Pensées de la terre : Méditerranée, Inde, Chine, Japon, Afrique, Amériques, Australie: la nature dans les cultures du monde [« Earth’s Insights: A Multicultural Survey of Ecological Ethics from the Mediterranean Basin to Australian Outback »], Paris, Wildproject, 2011, 392 p. (ISBN 978-2-918490-08-1)

### Entretien
- Anthropocène et éthique de la terre. Entretien avec J. Baird Callicott, Fondation de l'écologie politique, entretien avec Rémi Beau et Benoit Monange, réalisé le 29 juin 2016.